# Era Nabonassara
Era Nabonassara – system liczenia lat stosowany w Starożytnym Egipcie, mający szczególne znaczenie w astronomii i chronologii z powodu posługiwania się nim przez aleksandryjskiego geografa Klaudiusza Ptolemeusza. Początkiem ery był 1 tot 748 roku przed Chr.
Era Nabonassara była liczona od rozpoczęcia panowania przez babilońskiego króla Nabonassara (748 rok przed Chr.), przy czym jej początek stanowił Nowy Rok kalendarza egipskiego (1 dzień miesiąca tot). Z uwagi na to, że rok egipski liczył 365 dni (brak było lat przestępnych), Nowy Rok (1 tot) systematycznie cofał się względem pór roku, na początku ery wypadł 26 lutego, a w chwili, gdy posłużył się nią Klaudiusz Ptolemeusz, w 160 roku po Chr., zbiegł się z 13 lipca kalendarza juliańskiego. Ptolemeusz użył ery Nabonassara w opracowanym przez siebie Kanonie królów będącym zestawieniem władców babilońskich, asyryjskich, perskich, macedońskich i rzymskich, ważnym dla chronologii. Korzystał też z niej podczas swoich obserwacji. Erą Nabonassara posługiwali się astronomowie przez całe średniowiecze. Nad jej zawiłościami trudził się  też Kopernik chcąc skorzystać z obserwacji Ptolemeusza.